# Smatch

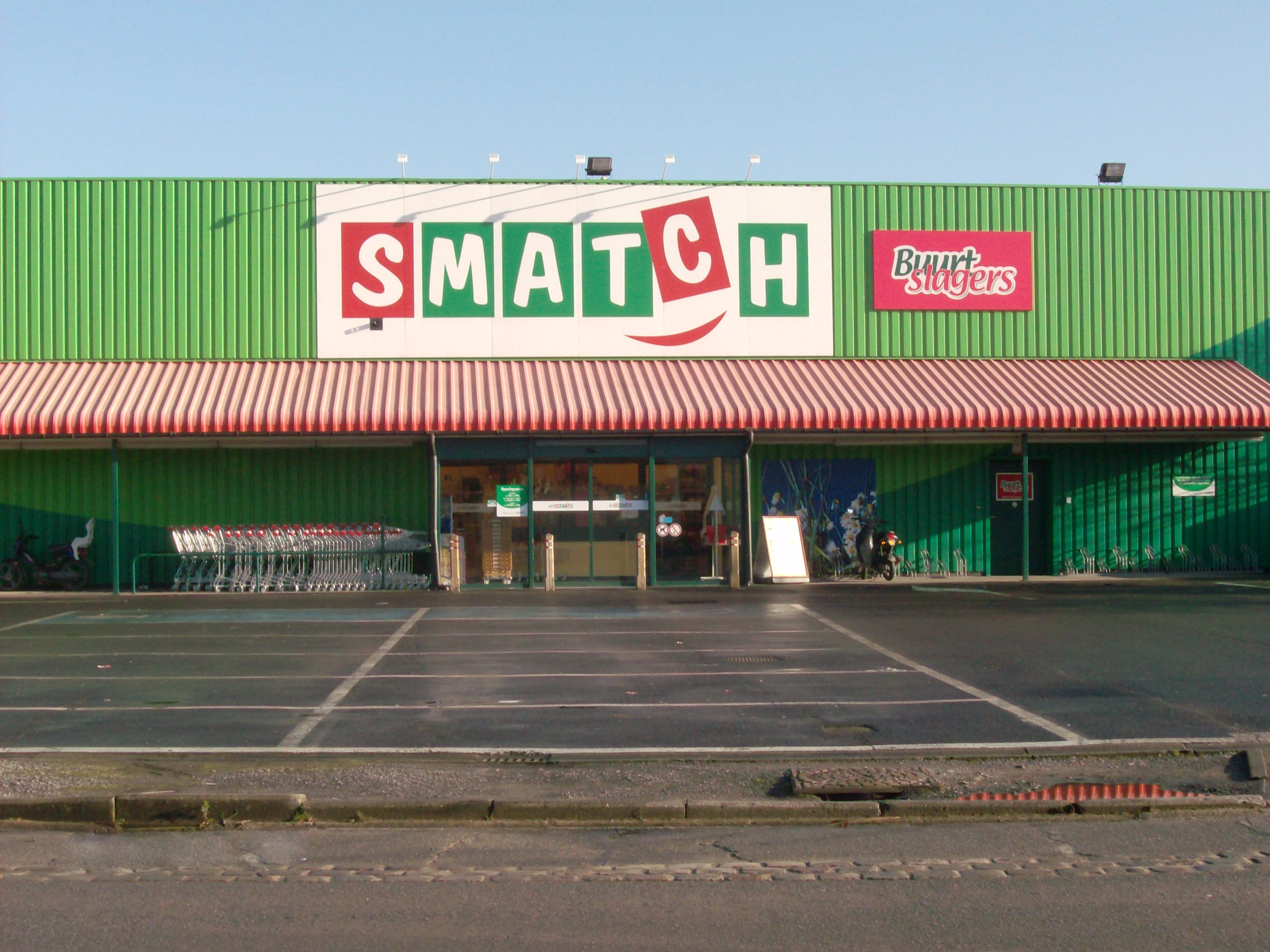
Vue extérieure d'un supermarché Smatch situé à Lokeren, près de Zeveneken.

Smatch est une enseigne de supermarchés belge avec des magasins en Wallonie, en Flandre et au grand-duché de Luxembourg. Smatch appartient au groupe Louis Delhaize. 
La plupart des façades des supermarchés Smatch sont reconnaissables aux couleurs vert et rouge, les couleurs maison de la chaîne. La marque maison de Smatch s'appelle Match, cette marque est également la marque la moins chère du magasin. Smatch a acquis de nombreux magasins de la chaîne Profi[Quand ?].
L'enseigne compte en juin 2014, 123 supermarchés Smatch en Belgique et 13 au Luxembourg.

## Luxembourg
En juillet 2023,  le groupe E.Leclerc  annonce le rachat des magasins de l'enseigne Cora, Match et Smatch.
L'ensemble des magasins passera sous pavillon E Leclerc, Les 3 marques enseigne laissent place au nouveau propriétaire.

## Belgique
En septembre 2023, Colruyt Group a conclu un accord avec le groupe Louis Delhaize en vue de l’acquisition de 28 magasins Match et 29 magasins Smatch en Belgique 

## Identité de l'enseigne

Logo de Smatch jusqu'en 2012.
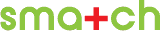
Logo de Smatch depuis 2012.

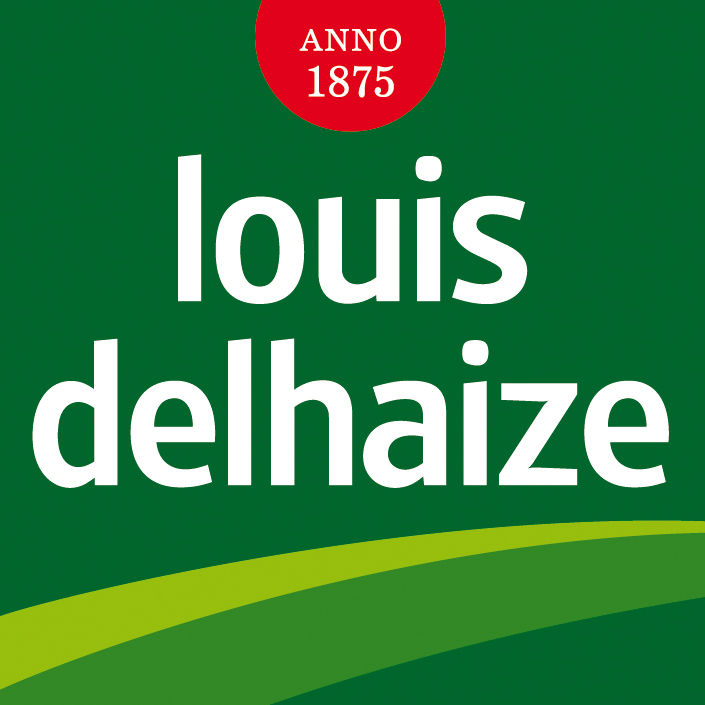
Louis Delhaize remplace l’enseigne Smatch en Belgique.changement pas encore effectif en août 2023

### Traduction
- (nl) Cet article est partiellement ou en totalité issu de l’article de Wikipédia en néerlandais intitulé « Smatch » (voir la liste des auteurs).

{{Pa
lette|Supermarchés au Benelux}}